# Thomas (prénom)
Pour les articles homonymes, voir Thomas.
Cette page présente le prénom Thomas ainsi que ses variantes.

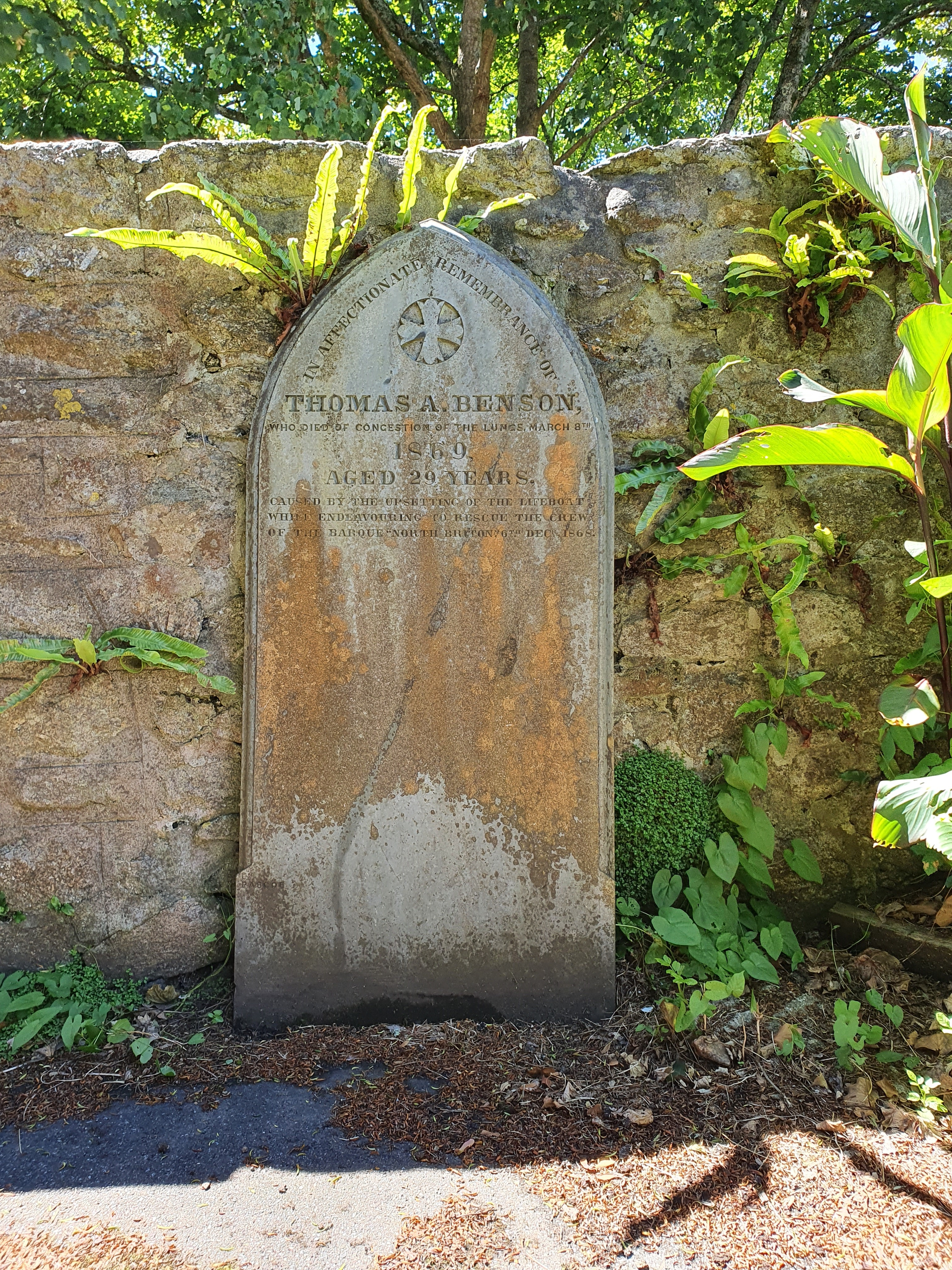
Pierre tombale de Thomas A. Benson.

Tomas ou Thomas est un prénom masculin. Par ailleurs, des personnalités portent ce prénom comme pseudonyme.
Dans le calendrier des saints, on fête les Thomas le 3 juillet, le 28 janvier (Saint Thomas d'Aquin), le 6 octobre, le 21 décembre ou encore le 1er juillet, suivant le lieu ou le saint patron auquel on se réfère.

## Origine du prénom
Thomas est issu de l’araméen Tʾōmā(תְּאוֹמָא) et qui signifie « jumeau ».
C'est également avec ce sens qu'on le trouve dans l'évangile selon saint Jean « Thomas, appelé Didymus », à savoir, « jumeau » en grec (didymos). La graphie du nom Thomas est une transcription du grec Θωμάς.
Le prénom Thomas a surtout été popularisé par saint Thomas, l’un des apôtres de Christ, voir Thomas (apôtre).

## Variantes linguistiques
- français, latin, néerlandais, allemand, danois et norvégien: Thomas
- albanais : Thoma
- arabe : توماس
- anglais : Thomas, diminutifs : Tom, Tommy
- biélorusse: Тамаш (Tamash)
- breton : Tomaz
- bulgare et serbe : Тома (Toma)
- corse : Tumasgiu
- croate : Tomislav
- espagnol, irlandais et portugais: Tomás,Homas
- estonien : Toomas
- portugais et galicien : Tomé
- béarnais : Tòmas
- gallois : Tomos
- hongrois : Tamás
- italien : Tommaso
- letton : Tomass, Toms
- occitan : Thomé
- poitevin : Touma, Toumase, Toumasse, Toumaze[2]
- polonais : Tomasz
- roumain : Toma
- russe : Фома (Foma) ou Томас (Tomas)
- slovène: Tomaž
- finnois : Tuomas
- suédois : Tomas
- tchèque et slovaque :Tomáš
- ukrainien : Хома (Khoma) ou Тома (Toma)

## Dérivés

### Autres formes de prénoms dérivés
- Prénoms masculin : Thomin
- Prénoms féminins : Thomase, Thomasine, Thomassine, Thomine[3]
- Diverses formes créées par aphérèse : Masset, Massin, Massot, Masson (fréquents comme noms de famille en France), Maas, Maes (Belgique, Pays-Bas).

### Surnoms dérivés
Thomas est à l'origine de nombreux surnoms dont beaucoup sont des diminutifs : 
- Tommy
- Tom
- Toto
- Tomtom
- Tommo
- Tamsyn
- Masolino
- Homas

## Popularité du prénom
Assez courant en France dans les siècles passés, il était un peu passé de mode au milieu du XXe siècle, avant de retrouver une certaine popularité vers 1980. Il est le prénom masculin le plus populaire en France entre 1996 et 2002.

## Personnalités portant ce prénom
- Pour l'ensemble des articles sur les personnes portant ce prénom, consulter :
  - la liste des articles dont le titre commence par ce prénom
  - les listes produites par Wikidata : Liste des personnes de prénom « Thomas » — même liste en incluant les éventuels prénoms composés qui contiennent « Thomas ».

Pour les saints, voir Saint Thomas.

### Religieux
- Thomas, évêque de Dunwich de 647 ou 648 à 652 ou 653.
- Thomas Becket, dit saint Thomas de Cantorbéry, archevêque de Canterbury de 1162 à 1170.
- Thomas, abbé de Parc de fin 1166 au 26 janvier 1167[5].
- Thomas (en), évêque de Finlande de 1234 peut-être à 1245.
- Thomas, abbé de l'abbaye des Dunes en 1273[6].
- Thomas Bellacci (en), bienheureux membre profès du Tiers-Ordre franciscain (1370-31 octobre 1447).

### Personnages historiques
- Thomas (9e comte de Mar) (vers 1330-1377), noble écossais, 9e comte de Mar de 1332 à 1377 et dernier représentant de l'antique lignée des mormaers de Mar.
- Thomas More (1478-1535), humaniste anglais, auteur de L'Utopie, et homme politique à la cour d'Henri VIII.
- Thomas Sankara (21 décembre 1949 - 15 octobre 1987), chef de l’État de la République de Haute-Volta rebaptisée Burkina Faso, de 1983 à 1987.
- Thomas Cavendish (19 septembre 1560 - Mai 1592), navigateur, pirate et corsaire anglais.
- Thomas Jefferson (13 avril 1743 - 5 décembre 1804), 3e président des États-Unis.
- Thomas Edison (11 février 1847 - 18 octobre 1931), un inventeur américain.

## Personnages de fiction portant ce prénom

### Personnages
- Thomas, personnage principal du premier roman de Maurice Blanchot, Thomas l'obscur, publié en 1941 par les éditions Gallimard ;
- Thomas, personnage principal du roman de science-fiction Le Labyrinthe de James Dashner, publié en France en 2012 (2009 aux États-Unis) ;
- L'ami imaginaire de Swann dans La merveilleuse vie de Swann.
- Thomas, personnage principal incarné par l'acteur Dylan O'Brien dans la trilogie à succès Le Labyrinthe.
- Thomas Rocher, Commandant de la 3e DPJ et personnage principal dans la série française Profilage, incarné par Philippe Bas
- Thomas Shelby, personnage principal dans la série Peaky Blinders, incarné par Cillian Murphy

### Animaux
- Le chat Tom (de la série d'animation Tom & Jerry), de son nom complet "Thomas", comme il est appelé par sa maîtresse ;
- Thomas O'Maley, chat de gouttière du film d'animation Les Aristochats des studios Disney ;

## Personnalités portant ce prénom comme pseudonyme
Thomas est un pseudonyme notamment porté par :
- Thomas Allen, l'auteur de la saga intitulé "La conspiration des anges"[7].